# Garysburg
Garysburg és una població dels Estats Units a l'estat de Carolina del Nord. Segons el cens del 2000 tenia 1.254 habitants.

## Demografia
Segons el cens del 2000, Garysburg tenia 1.254 habitants, 482 habitatges i 334 famílies. La densitat de població era de 504,3 habitants per km².
Dels 482 habitatges en un 29,3% hi vivien nens de menys de 18 anys, en un 34,4% hi vivien parelles casades, en un 30,9% dones solteres, i en un 30,5% no eren unitats familiars. En el 27,8% dels habitatges hi vivien persones soles el 12,4% de les quals corresponia a persones de 65 anys o més que vivien soles. El nombre mitjà de persones vivint en cada habitatge era de 2,59 i el nombre mitjà de persones que vivien en cada família era de 3,16.
Per edats la població es repartia de la següent manera: un 28,1% tenia menys de 18 anys, un 8,5% entre 18 i 24, un 24,5% entre 25 i 44, un 24% de 45 a 60 i un 14,9% 65 anys o més.
L'edat mediana era de 38 anys. Per cada 100 dones de 18 o més anys hi havia 73,3 homes.
La renda mediana per habitatge era de 22.604 $ i la renda mediana per família de 27.386 $. Els homes tenien una renda mediana de 23.333 $ mentre que les dones 20.682 $. La renda per capita de la població era de 14.172 $. Entorn del 22,9% de les famílies i el 28,4% de la població estaven per davall del llindar de pobresa.

## Poblacions més properes
El següent diagrama mostra les poblacions més properes.